# Shahbaz Bhatti

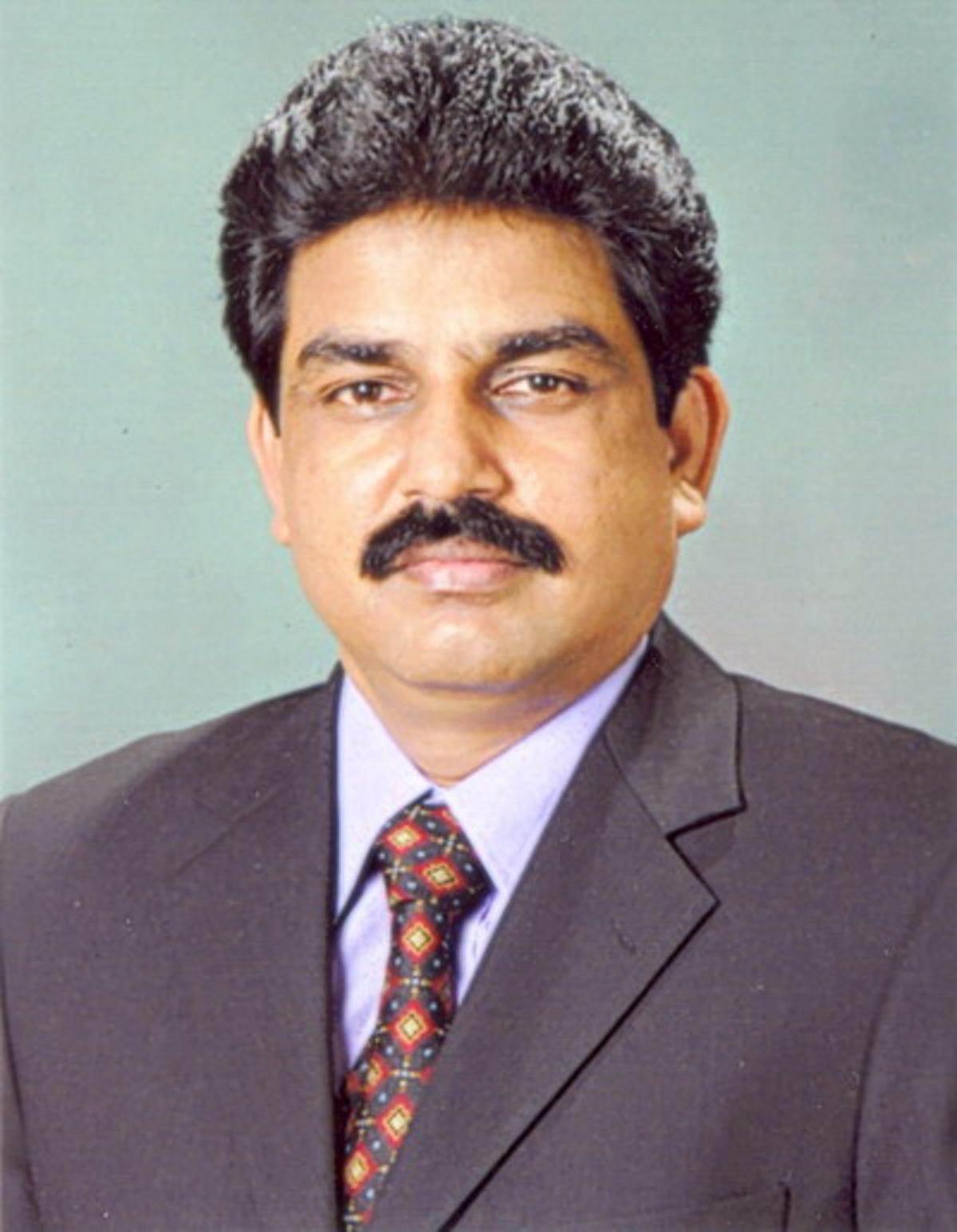
Shahbaz Bhatti

Shahbaz Bhatti (Lahore, Punjab, 9 september 1968 - Islamabad, 2 maart 2011 ) was minister voor minderheden in Pakistan en de eerste christen in een zo hoge positie in een federale regering van Pakistan. Hij werd in 2011 vermoord.

## Levensloop
Shahbaz Bhatti groeide op in het christelijk dorpje Khuspur in Punjab in het overwegend islamitische Pakistan.
Hij richtte het Christian Liberation Front (Christelijk bevrijdingsfront) op dat later uitgroeide tot de All Pakistan Minorities Alliance (APMA – De Pakistaanse Minderhedenalliantie). Deze organisatie ontfermde zich niet alleen over de christenen maar ook over hindoes, boeddhisten en over vertegenwoordigers van andere religieuze minderheden. 
Eind 2008 werd hij benoemd als minister van minderheidszaken voor de partij van de vermoorde Benazir Bhutto. Hij slaagde erin een wet te laten goedkeuren die de minderheden in het land vijf procent aanwezigheid garandeerde in publieke ambten, ook in het parlement. Zijn openlijke kritiek op het misbruik van de blasfemiewetten leidde tot een stijgend aantal bedreigingen tegen hem. Op 2 maart 2011 werd zijn wagen met een spervuur van kogels beschoten even buiten Islamabad waar hij woonde. Hij werd doorzeefd met 27 kogels.
De 2012 deed de Amerikaanse vaticanist John Allen van de National Catholic Reporter een oproep om Bhatti officieel te erkennen als martelaar. In 2016 startte het Pakistaanse bisdom Islamabad met het verzamelen van de getuigenissen voor een mogelijke zaligverklaring van Shahbaz Bhatti.

## Werken
- Christiani in Pakistan. Nelle prove la speranza, Marcianum Press, Venetië,  2008